# Dmitrij Kokariew (szachista)
Dmitrij Nikołajewicz Kokariew ros. Дмитрий Николаевич Кокарев (ur. 18 lutego 1982 w Penzie) – rosyjski szachista, arcymistrz od 2007 roku.

## Kariera szachowa
W drugiej połowie lat 90. kilkukrotnie reprezentował Rosję na mistrzostwach świata i Europy juniorów zdobywając dwa medale: złoty (Oropesa del Mar 1999 – MŚ do 18 lat) oraz srebrny (Rimavská Sobota 1996 – ME do 14 lat).
W 2002 r. podzielił I m. (wspólnie z m.in. Romanem Owieczkinem, Konstantinem Czernyszowem i Aleksiejem Bezgodowem) w Woroneż oraz był drugi (za Ernesto Inarkiewem) w Sierpuchowie, natomiast w 2003 r. podzielił I m. (wspólnie z m.in. Kiriłłem Bryzgalinem i Wjaczesławem Zacharcowem) w Krasnodarze. Normy na tytuł arcymistrza wypełnił w Sankt Petersburgu (2004, memoriał Michaiła Czigorina), Moskwie (2005, Moscow Open) oraz Saratowie (2006, dz. I m. wspólnie z m.in. Michaiłem Panarinem). W 2007 r. podzielił I m. (wspólnie z Pawłem Maletinem) w mistrzostwach Rosji studentów, natomiast w 2008 r. zwyciężył w Kazaniu (wspólnie z Denisem Chismatullinem i Jewgienijem Szaposznikowem) oraz w Tomsku (wspólnie z Artiomem Timofiejewem, Olegiem Łoskutowem i Denisem Chismatullinem). W 2009 r. odniósł kolejne zwycięstwa: w Karagandzie (wspólnie z Rustamem Chusnutdinowem), Kazaniu (wspólnie z Michaiłem Kryłowem) oraz w Woroneżu (wspólnie z m.in. Walerijem Popowem, Dmitrijem Boczarowem i Siergiejem Wołkowem). W 2010 r. podzielił I m. (wspólnie z Aleksiejem Aleksandrowem i Aleksiejem Driejewem) w turnieju Star Chess School w Bhubaneswarze. W 2014 r. samodzielnie zwyciężył w turnieju Nezhmetdinov Cup w Kazaniu.
Najwyższy ranking w dotychczasowej karierze osiągnął 1 marca 2013 r., z wynikiem 2648 punktów zajmował wówczas 29. miejsce wśród rosyjskich szachistów.